# 马蒂·苏尔-哈马里
马蒂·苏尔-哈马里（芬蘭語：Matti Suur-Hamari，1986年5月31日—），芬兰男子单板滑雪运动员。他曾代表芬兰参加2014年、2018年和2022年冬季残疾人奥林匹克运动会单板滑雪比赛，获得二枚金牌、一枚银牌和一枚铜牌。